# Чёрный коридор
«Чёрный коридор» — научно-фантастический роман Майкла Муркока, опубликованный в 1969 году, сначала издательством Ace Books в США, в рамках серии Ace Science Fiction Specials, а затем и Mayflower Books в Великобритании. Он рассказывает о человеке, улетевшем к звёздам с Земли, на которой цивилизация опустилась в бездну анархии и войн. По сути, это роман о распаде общества и глубокой личной и социальной изоляции.

## Аннотация
Мир был болен. Лидеры, пророки, фюреры, политиканы — все они безумны. И Райан погрузил свою семью в анабиоз и отправился в путь на планету Мюнхен 15040. Один в космосе, с наиболее близкими людьми, находящимися в гибернационных камерах, Райан хотел создать Новый мир — новое общество, более счастливое, более здоровое, не имеющее старых проблем. Он путешествовал в космосе уже три года. Лететь оставалось ещё два. Райан был один в космосе и начинал сходить с ума…

## Авторство
Хотя роман приписывают Майклу Муркоку, он опирался на идею романа, который начала, но не закончила жена Муркока, Хилари Бейли. Муркок взял у Бейли, описанные ею действия героев на Земле и сильно переписал их, добавляя новые сцены, происходящие на Надежда Демпси.

## Критика
Барри Малзберг принял выпуск романа неблагожелательно, сказав, что «он не достаточно хорош», однако заключив: «Я по-прежнему убеждён, что когда-нибудь Муркок напишет значительный роман, полностью соответствующий его притязаниям и нашим ожиданиям.»
«Чёрный коридор» был упомянут Карлом Эдвардом Вагнером одним из тринадцати лучших романов ужасов научной фантастики . Писатель Чайна Мьевиль охарактеризовал книгу как «недооценённую и холодно принятую часть политического чтива эпохи модернизма».

## Сноски
1. 1 2  Internet Speculative Fiction Database (англ.) — 1995.
2. ↑  Moorcock, M.: Архивированная копия. Дата обращения: 2 февраля 2007. Архивировано 27 сентября 2007 года., 27 August 2004
3. ↑  «Books», F&SF, may 1970, pp. 25–6
4. ↑  The Quietus | Features | Tome on the Range | Brave New Worlds: A Michael Moorcock Retrospective